# Kris Pearn
Kris Pearn est un réalisateur, animateur et acteur américain.

## Filmographie

### Réalisateur
- 2013 : L'Île des Miam-nimaux : Tempête de boulettes géantes 2 (avec Cody Cameron)
- 2020 : La Famille Willoughby (The Willoughbys) (avec Rob Lodermeier et Cory Evans)

### Scénariste
- 2015 :   Les Rebelles de la forêt 4 histoire originale
- 2020 : La Famille Willoughby scénario co-écrit avec Mark Stanleigh et auteur de l’histoire originale

### Acteur
- 2011 : Mission : Noël : un elfe
- 2013 : L'Île des Miam-nimaux : Tempête de boulettes géantes 2 : Peter la sentinelle et Jenny
- 2013 : Earl Scouts

### Animateur
- 1996 : Waynehead (en) (1 épisode)
- 1996-1998 : Sacrés Dragons (4 épisodes)
- 1997 : Kablam! (1 épisode)
- 1997 : Myth: The Fallen Lords
- 1999 : Bartok le Magnifique
- 2000 : Rescue Heroes (1 épisode)
- 2000 : Titan A.E.
- 2001-2002 : The Ripping Friends (13 épisodes)
- 2001-2003 : Sourire d'enfer (16 épisodes)
- 2002-2003 : Max and Ruby (5 épisodes)
- 2003 : Seven Little Monsters (4 épisodes)
- 2003-2006 : Jacob Two-Two (8 épisodes)
- 2004-2006 : 6teen (5 épisodes)
- 2006 : Manny et ses outils (2 épisodes)
- 2006 : Les Rebelles de la forêt
- 2007 : Les Rois de la glisse
- 2008 : Les Rebelles de la forêt 2
- 2009 : Tempête de boulettes géantes
- 2012 : Les Pirates ! Bons à rien, mauvais en tout

### Storyboardeur
- 1996 : Journey to the Center of the Earth
- 2003 : Back to School with Franklin
- 2006 : Les Rebelles de la forêt
- 2009 : Tempête de boulettes géantes
- 2011 : Mission : Noël
- 2012 : Hôtel Transylvanie